# История на Науру
За доколониалния период от историята на остров Науру е известно много малко поради липсата на каквито и да са писмени източници (до появата на мисионерите науруанският език няма писмена форма) и археологически данни. Колониалният период е тясно свързан с основното природно богатство на Науру – фосфат (наричан науруит).
Първият европеец, достигнал остров Науру, е британският капитан Джон Фърн, открил острова на 8 ноември 1798 г. По-късно Науру последователно е подопечна територия на колониални държави: от 1888 г. – на Германия, от 1914 г. – на Австралия, между 1942 и 1945 г. – на Япония, а по-късно – отново на Австралия.
През 1968 г. островът придобива независимост. От 1999 г. Република Науру е пълноправен член на Организацията на обединените нации.